# Hôtel de Brémond d'Ars
L'Hôtel de Brémond d'Ars est une bâtisse située à Saintes, en France.

## Localisation
Il est situé dans le département français de la Charente-Maritime, à Saintes, 17, 21 rue Martineau ; 23 rue des Jacobins.

## Historique
L'édifice est inscrit au titre des monuments historiques en 1967.

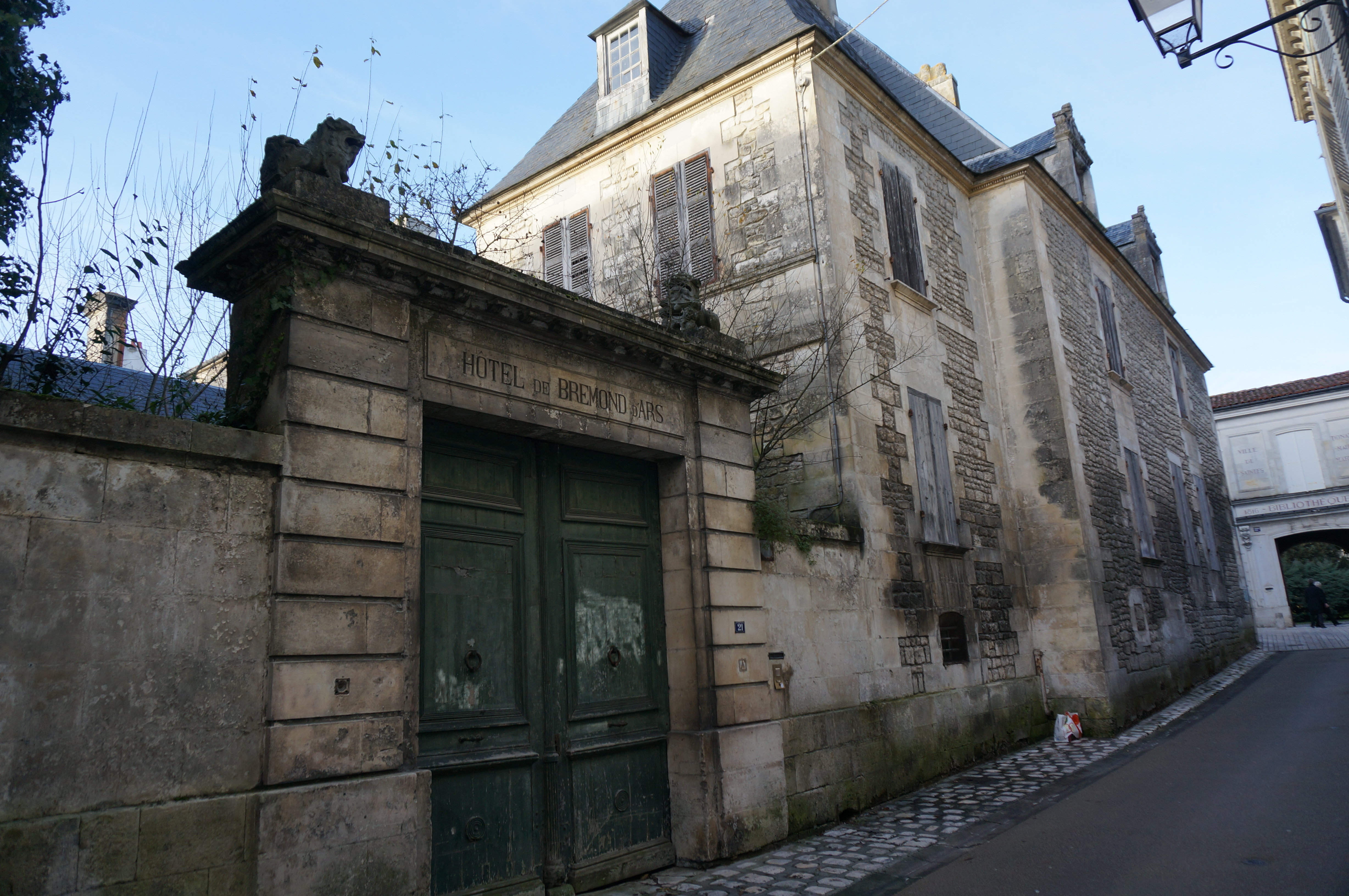
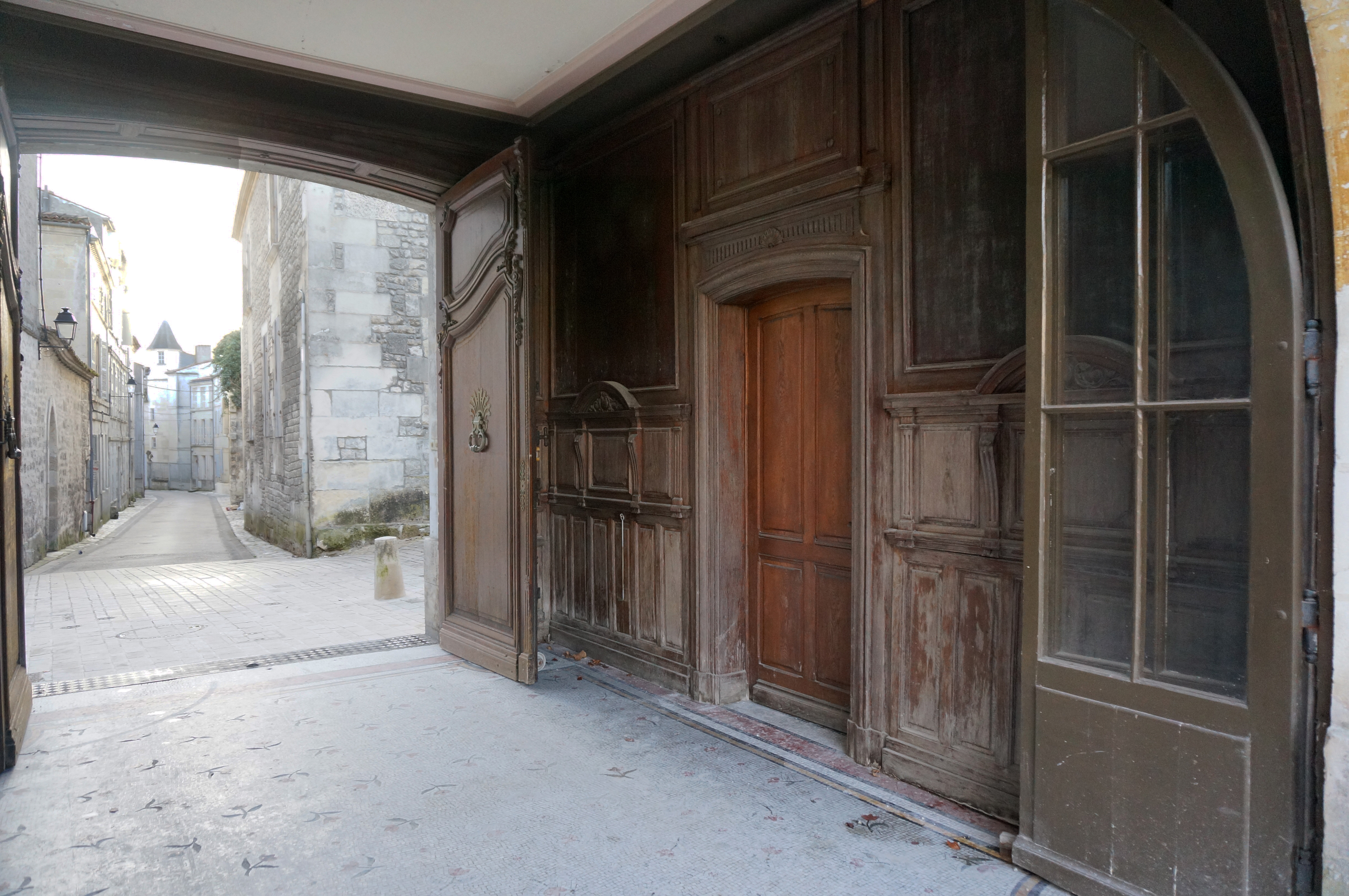